# Раджи, Андреа
Андре́а Ра́джи (итал. Andrea Raggi; 24 июня 1984, Специя, Италия) — итальянский футболист, защитник.

## Карьера
Воспитанник клуба «Эмполи». Отыграв там 5 сезонов, перебрался в «Палермо», но там так и не заиграл и поэтому отдавался в аренды в такие клубы, как «Сампдория», «Болонья» и «Бари». В 2011 года один сезон отыграл в «Болонье». Летом 2012 года по приглашению Клаудио Раньери перебрался во Францию, а именно в «Монако», который тогда тренировал итальянский специалист.

## Достижения
«Монако»
- Чемпион Франции: 2016/17